# ハスキー作戦

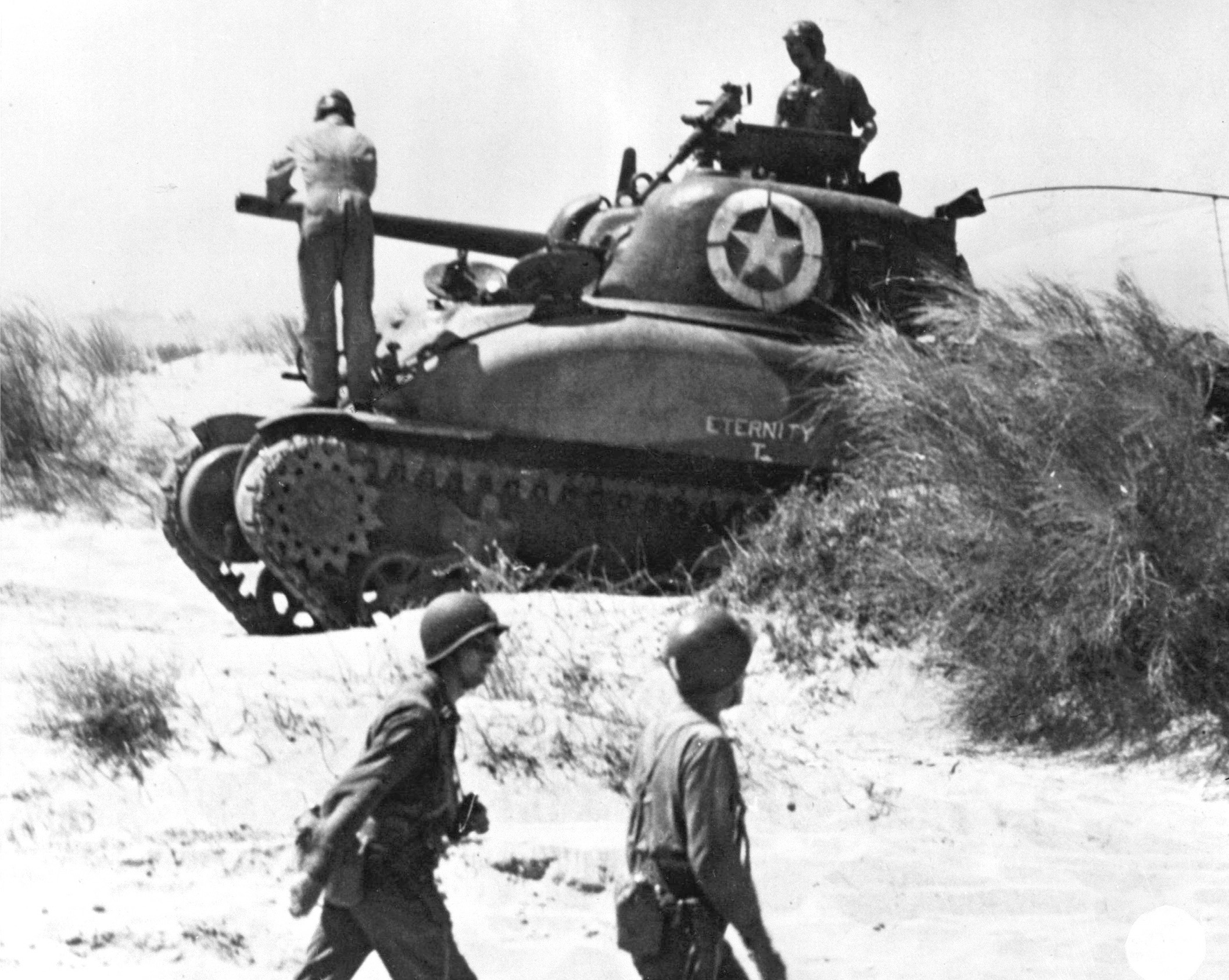
上陸後に点検を受けるM4シャーマン戦車

ハスキー作戦（ハスキーさくせん、Operation Husky）は、第二次世界大戦中の1943年7月10日より行われた、連合軍によるイタリアのシチリア島への上陸作戦。イタリア本土上陸への前段階として敢行された。

## 背景
1943年5月13日に、チュニジアのドイツ軍が降伏すると、地中海南岸のアフリカ大陸は連合軍が支配するところとなった。東部戦線で戦うソビエト連邦を支援し、欧州を解放するためにも、連合軍は早期の欧州への上陸作戦を行う必要があった。様々な検討の結果、チュニジア・マルタからの航空支援も受けられる、シチリア島へ上陸することが決定した。作戦を行うに当たっては、北アフリカでの戦闘結果より練度に不安があるアメリカ軍を助攻とし、イギリス軍を主力とするとした。
一方、防衛側となるイタリア王国は、国内に広がり始めた厭戦感情に苦慮しながらも本土決戦に向け準備を開始、ドイツ軍から供与されたIV号戦車等を装備したレオネッサ戦車師団がローマで新設されるなど、戦力面での強化が図られた。また、北アフリカ失陥後も現地に残っていたイタリア陸軍の残存部隊による、連合軍基地への破壊活動も行われている。また、イギリスの欺瞞作戦「ミンスミート作戦」の成功により、連合軍上陸をギリシャ方面と考えたドイツが戦力分散していたことも戦局に大きな影響を与えた。

## 作戦推移
5月下旬、連合軍は上陸前の地均しとしてシチリア島とチュニジアの中間に位置するパンテッレリア島への爆撃と艦砲射撃を行い、2週間で1万5000トンの爆弾が同島に降り注いだ。6月11日、パンテッレリア島守備隊が降伏、チュニジア－シチリア間の航路の安全が確保される（コークスクリュー作戦も参照）。
7月10日、連合軍の140機のグライダーと空挺部隊3000名の降下を口火としてハスキー作戦が発動、バーナード・モントゴメリー大将指揮のイギリス第8軍は、戦艦6隻を中心とする連合軍艦隊の支援を受けながら、島の東南側海岸に上陸して北上、シラクーザから東北端のメッシーナを目指した。またジョージ・パットン中将のアメリカ第7軍は、南西側海岸ジェーラに上陸後、モントゴメリーの側面を援護しつつパレルモを目指して北上する。上陸当初、枢軸軍は連合軍に対して善戦、ドイツ軍のヘルマン・ゲーリング装甲師団はジェーラ海岸に上陸したアメリカ軍歩兵部隊を包囲し、数百名を捕虜にしている。またイタリア軍のリヴォルノ歩兵師団も、47mm対戦車砲など僅かな対戦車戦力と肉迫攻撃で勇敢に戦った。だが上陸部隊の野砲と支援艦隊の艦砲射撃は枢軸軍部隊に甚大な被害を与え、特に前述のリヴォルノ歩兵師団は戦力の半数近くを失い、壊滅してしまう。なおこの戦いにおいて、独軍戦車部隊と連合軍水上艦艇が砲撃戦を展開するという、珍しい戦闘が起きたといわれている（英駆逐艦ペタードが独軍車列を砲撃中に敵戦車からの反撃を受け、徹甲弾が艦体を貫通して穴があいた。）。
ファシスト政権に反感を持つシチリア・マフィアがアメリカ軍と内応し、同軍を支援したことも影響して、イタリア軍が担当していた島西側の戦線は崩壊する。アオスタ歩兵師団がアメリカ第1歩兵師団に多大な損害を与えて一矢報いるも趨勢は変わらず、24日に連合軍はシチリア西部を制圧し、イタリア軍主力が降伏、大勢が決する。その後、ドイツ軍のハンス＝ヴァレンティーン・フーベ上級大将は、イタリア軍残余と共に後退戦術を取った。メッシーナ近くに防御陣地を準備し、連合軍の北上を一時的に抑えたが、連合軍がシチリアと本土を結ぶメッシーナ海峡を占領しようとした事から、ケッセルリンク元帥はシチリア放棄を決定した。
8月17日、シチリアの枢軸軍残存部隊がイタリア本土へ撤退。シチリアを巡る戦いは連合軍側の勝利に終わったが、枢軸軍側は撤退までに3万5000人の兵員と軍用トラック9600両、俘虜数千名などを本土に引き揚げさせることに成功した。
連合国軍側は侵攻の手を緩めず、9月2日夜にはシチリア島からメッシーナ海峡を渡り、本土のカラブリア州に対して上陸作戦を実施。翌朝までに上陸を果たした。